# Phataginus
A Phataginus az emlősök (Mammalia) osztályának tobzoskák (Pholidota) rendjébe, ezen belül a tobzoskafélék (Manidae) családjába tartozó nem.

## Tudnivalók
Korábban a Phataginus-fajokat a Manis tobzoskanembe sorolták be. Azóta elnyerték az önálló nembeli besorolásukat. A rokon Smutsiával együtt, az élő afrikai tobzoskákat képviselik. Az egykori nemük, manapság Ázsia területére szorult vissza.

## Rendszerezés
A nembe az alábbi 2 élő faj tartozik:
- hosszúfarkú tobzoska (Phataginus tetradactyla) Linnaeus, 1766
- fehérhasú tobzoska (Phataginus tricuspis) (Rafinesque, 1821)

## Fordítás
- Ez a szócikk részben vagy egészben  a   Phataginus című angol Wikipédia-szócikk ezen változatának fordításán alapul.  Az eredeti cikk szerkesztőit annak laptörténete sorolja fel. Ez a jelzés csupán a megfogalmazás eredetét és a szerzői jogokat jelzi, nem szolgál a cikkben szereplő információk forrásmegjelöléseként.
- Ez a szócikk részben vagy egészben  a   Pangolin#Taxonomy című angol Wikipédia-szócikk ezen változatának fordításán alapul.  Az eredeti cikk szerkesztőit annak laptörténete sorolja fel. Ez a jelzés csupán a megfogalmazás eredetét és a szerzői jogokat jelzi, nem szolgál a cikkben szereplő információk forrásmegjelöléseként.